# AqBurkitt

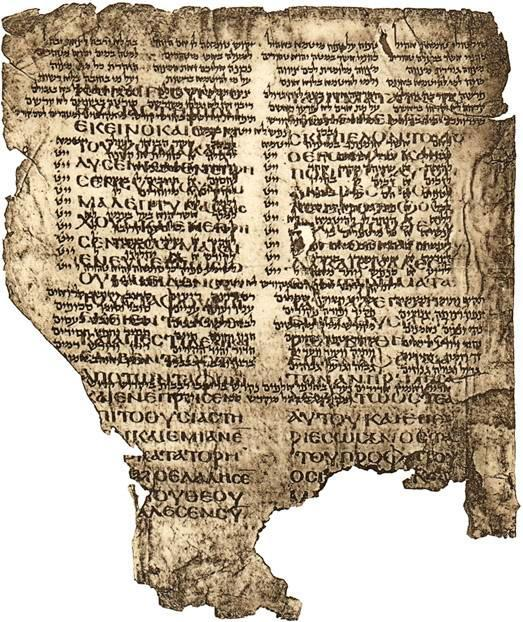
Palimpsest z tekstem 2 Księgi Królewskiej w przekładzie Akwili

AqBurkitt – fragment palimpsestu zawierający rękopis tłumaczenia Biblii hebrajskiej na język grecki Akwili z Synopy oraz wiersze rabina Jannai. Akwila dokonał swojego przekładu mniej więcej na początku lub w połowie drugiego wieku n.e.
Manuskrypt jest przechowywany w Bibliotece Uniwersytetu w Cambridge pod numerem katalogowym Taylor-Schlechter TS 20.50).

## Historia
Manuskrypt oznaczany jako AqBurkitt został znaleziony przez Solomona Schechtera w genizie w Synagodze Ben Ezry w Kairze w Egipcie.
Rękopis ten od 1898 roku jest przechowywany w Bibliotece Uniwersytetu w Cambridge. Został wtedy podarowany przez Solomona Schechtera oraz Charlesa Taylora jako część kolekcji Taylor-Schechter Genizah Collection.

## Opis
Rękopis składa się z dwóch połączonych kart (bifolium) z welinu. Ma wymiary: 27 cm wysokości, 44 cm szerokości (2 karty po 22 cm). Ma on liczne uszkodzenia: jest podarty, podziurawiony i poplamiony.

### Przekład Akwili
Dolny tekst palimpsestu to manuskrypt zawierający fragmenty Biblii hebrajskiej przetłumaczonej na język grecki przez Akwilę: 1 Królewska 20:7–17 oraz 2 Królewska 23:11–27. Fragmenty te nie zawierają imienia tłumacza, ale zdaniem badaczy rękopisów styl tłumaczenia Akwili jest zbyt charakterystyczny, by móc go pomylić z jakimś innym.
Przekład Akwili cechuje przesadna dosłowność, która niejednokrotnie ujemnie rzutowała na zrozumiałość przekładu, całkowicie na przykład pomijając możliwe do zastosowania idiomy greckie.
W tym greckim tekście imię Boże, tetragram nie jest tłumaczone, ale przepisane z tekstu masoreckiego i wpisane starym pismem hebrajskim (). Występuje w 1 Królewskiej 20:13, 13, 14; 2 Królewskiej 23:12, 16, 21, 23, 25, 26, 27. Charakterystyczną cechą tetragramu w AqBurkitt jest fakt, że dwie różne litery hebrajskie, jod i waw, zapisane są jednakowo.
Tekst manuskryptu został opublikowany przez Francisa Crawforda Burkitta w jego pracy Fragments of the Books of Kings According to the Translation of Aquila (Cambridge, 1897). Ten dolny tekst datowany jest na koniec V wieku n.e. lub na początek VI wieku n.e..

### Wiersze rabina Jannai
Tekst górnego pisma, wiersze rabina-poety Jannai, nawiązuje do czterech sedarimów z Księgi Kapłańskiej (13:29; 14:1; 21:1; 22:13) tekstu masoreckiego Biblii hebrajskiej. Może on pochodzić z IX – XI wieku n.e.

## Znaczenie
Przekład Biblii hebrajskiej na język grecki autorstwa Akwili nie zachował się do współczesnych czasów. Do 1897 roku jedynymi znanymi zachowanymi fragmentami tłumaczenia Akwili były rozproszone fragmenty Hexapli autorstwa Orygenesa, zachowane "w formie notatek na marginesie niektórych rękopisów Septuaginty".
Odnalezienie i opublikowanie fragmentów odkrytych w genizie synagogi w Kairze (AqBurkitt i AqTaylor) pozwoliło na dokładniejsze porównanie jego tekstu z Septuagintą oraz z tekstem masoreckim, w tym reguł składni użytego języka. W wyniku porównania możliwa jest m.in. analiza krytyczna tekstu Septuaginty.
Odnalezione fragmenty tłumaczenia Akwili pomagają badać tekst Biblii hebrajskiej, ponieważ przekład jest tak dosłowny, że pozwala odtworzyć tekst hebrajski, z którego został przetłumaczony.
Niektóre błędne rozwiązania językowe zastosowane w przekładzie Akwili wskazują zdaniem badaczy, że w jego czasach "język starohebrajski nie był bardzo dokładnie zrozumiany".
Rękopis ten wymieniany jest jako jeden z co najmniej 10 znanych rękopisów starożytnych przekładów Biblii hebrajskiej (wśród nich są także rękopisy Septuaginty), w których występuje tetragram, poświadczających, że imię Boże Jahwe było zachowywane w niektórych z tych przekładów Starego Testamentu na język grecki. Bywa wykorzystywany dla argumentacji, że nawet setki lat po powstaniu Septuaginty i społeczności chrześcijan nie wszyscy tłumacze usuwali tetragram ze swoich przekładów.
Fragment wierszy rabina Jannai zawarty na tym rękopisie można zestawić z innymi rękopisami odkrytymi w genizie, aby przeprowadzić bardziej kompletną analizę jego tekstu. Z uwagi na znaczenie dolnej warstwy z tłumaczeniem Akwili, przez "całe pokolenie" ten tekst poezji hebrajskiej nie był przedmiotem zainteresowania badaczy. Dopiero później dokonano szczegółowych badań tej hebrajskiej poezji liturgicznej.